# ЗДП (патрон)
ЗДП  (от Зажигательно-дымовой патрон) — советский инженерный боеприпас, предназначенный для поджигания горючих и легковоспламеняющихся материалов в сооружениях и на открытой местности, а также — для оперативной постановки дымовых завес. Может быть приведен в действие выстрелом из личного оружия или метанием вручную.

## Конструкция
По внешнему виду представляет собой полую металлическую трубку с капсулой, содержащий аэрозолеобразующий состав, пороховым двигателем, воспламенителем и вытяжным шнуром.

## Тактико-технические характеристики
Масса, кг — 0,75
Длина, мм — 287
Калибр, мм — 50
Угловое рассеивание, град — 12
Время разгорания, сек — не менее 75
Время дымообразования, сек — 90
Длина дымовой завесы, м — 10—15
Дальность полета, м — 500

## Варианты
- ЗДП-МФ — фосфорный
- ЗДП-МХ — металлохлоридный